# Exoprosopa thoracica
Exoprosopa thoracica är en tvåvingeart som beskrevs av Mario Bezzi 1924. Exoprosopa thoracica ingår i släktet Exoprosopa och familjen svävflugor. Inga underarter finns listade i Catalogue of Life.